# Gediminas Vitkus

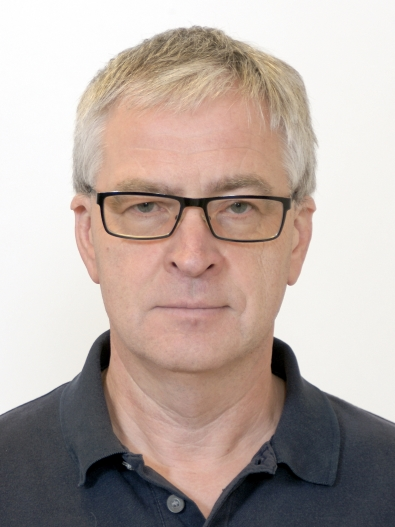
Gediminas Vitkus

Gediminas Vitkus (*  16. Februar 1962 in Vidsodis, Rajongemeinde Kelmė) ist ein litauischer Politikwissenschaftler, Publizist und Professor der Universität Vilnius (VU).

## Leben
Nach dem Abitur 1979 an der 3. Mittelschule Telšiai absolvierte Vitkus von 1979 bis 1984 das Diplomstudium und von 1986 bis 1989 die Aspirantur an der Philosophie-Fakultät der Lomonossow-Universität in Moskau.
Ab 1988 arbeitete er als Assistent am Politologie-Lehrstuhl der Philosophie-Fakultät der Universität Vilnius und von 1992 bis 1995 war er Stellvertreter des Direktors des Instituts für Internationale Beziehungen und Politikwissenschaften. 1993 promovierte er in Politologie zum Thema „Tarptautinės politinės integracijos teorijų raida“ an der VU. Seit 2007 lehrt er als Professor.
Von 2001 bis 2013 leitete er den Lehrstuhl für Politikwissenschaften an der Generolo Jono Žemaičio Lietuvos karo akademija.
Vitkus ist verheiratet. Mit seiner Frau Reda Griškaitė, Historikerin, hat er zwei Töchter (Evelina Agota und Joana).

## Publikationen
- Gediminas Vitkus, sudar. (2014), Lietuvos karai: Lietuvos XIX–XX a. nacionalinių karų sisteminė-kiekybinė analizė, Vilnius: Eugrimas, 304 p. = Gediminas Vitkus, ed. (2014), Wars of Lithuania: A Systemic Quantitative Analysis of Lithuania’s National Wars in the Nineteenth and Twentieth Centuries, translated from Lithuanian by UAB “Metropolio vertimai”, Vilnius: Eugrimas, 320 p.
- Gediminas Vitkus (2002), “Die litauische Ostpolitik – Grundsätze und Probleme”, Osteuropa, September/Oktober, Heft 9/10, S. 1259–1272.